# RS-27
RS-27 — був рідинним ракетним двигуном, розробленим у 1974 році компанією Rocketdyne для заміни застарілого MB-3 у Delta. Включаючи в себе компоненти шановних конструкцій MB-3 і H-1, RS-27 був модернізованою версією базової конструкції, яка використовувалася протягом двох десятиліть. Він використовувався для живлення першого ступеня Delta 2000, 3000, 5000 і першої моделі Delta II, Delta 6000.
RS-27 був модифікованим Rocketdyne H-1, створеним для роботи першого ступеня Saturn I і Saturn IB і замінив двигун MB-3, який використовувався на попередніх версіях пускової установки Delta. На початку 1970-х років, коли програма «Аполлон» завершувалася, у НАСА був великий запас надлишкових двигунів H-1. На додаток до основного двигуна, RS-27 включав два ноніусних двигуна для забезпечення керування креном машини під час польоту. RS-27 пізніше був розроблений у RS-27A та RS-56.